# لیکسی رودریگز

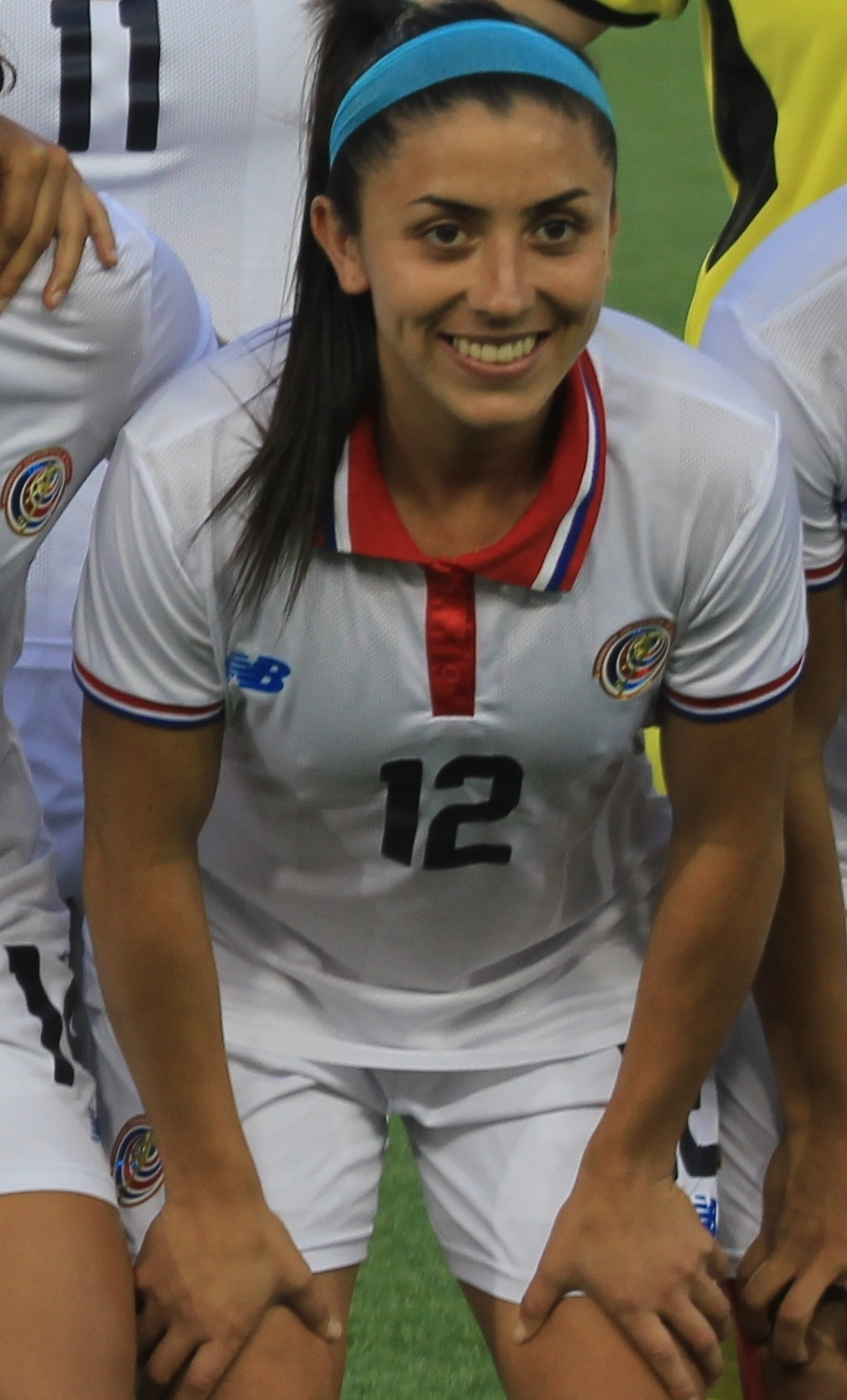
یک زن فوتبالیست رنگین پوست می باشد

لیکسی رودریگز (انگلیسی: Lixy Rodríguez؛ زادهٔ ۴ نوامبر ۱۹۹۰) بازیکن فوتبال اهل کاستاریکا است.

وی همچنین در تیم ملی فوتبال زنان کاستاریکا بازی کرده‌است.
وی در مسابقات کشوری و بین‌المللی در مجموع برندهٔ ۱ مدال برنز شده‌است.